# Deményi László
Deményi László (családi nevén Demian) (Trencsén, 1711. május 26. – Korpona, 1761. október 28.) piarista rendi pap, gimnázium tanár.

## Élete
Tanulmányait szülővárosában és Privigyén végezte, hol 1728-ban a rend tagjai közé lépett. 1736-ban áldozópappá szentelték; azután gimnáziumi tanár volt Kecskeméten, majd Nyitrán (ahol 1738-ban igazgatóhelyettes is volt), Nagykárolyban, Vácon, Privigyén, Szegeden, Rózsahegyen, Korponán; hittanár Nyitrán. Klasszikus latinsággal írt, és jeles szónok volt. Mikor Szeged város közönsége 1735-ben a piaristák számára színházat építtetett, annak ünnepélyes megnyitásakor beszédet tartott, melyben az iskolai színházak fontosságát fejtegette. Latin nyelvű munkái közül többet is használtak még két évszázad után piarista körökben.

## Művei
- Orationes in variis Hungariae gymnasiis habitae. Tyrnaviae, 1742
- Sacrae et piae meditationes in omnes anni dominicas et festa Hungariae celebriora. Posonii, 1754
- Ars orandi. Budae, 1761